# Stora dammen (Göteborg, Västergötland)
Stora dammen är en sjö i Göteborgs kommun i Västergötland och ingår i Göta älvs huvudavrinningsområde.

## Bilder

Stora dammen
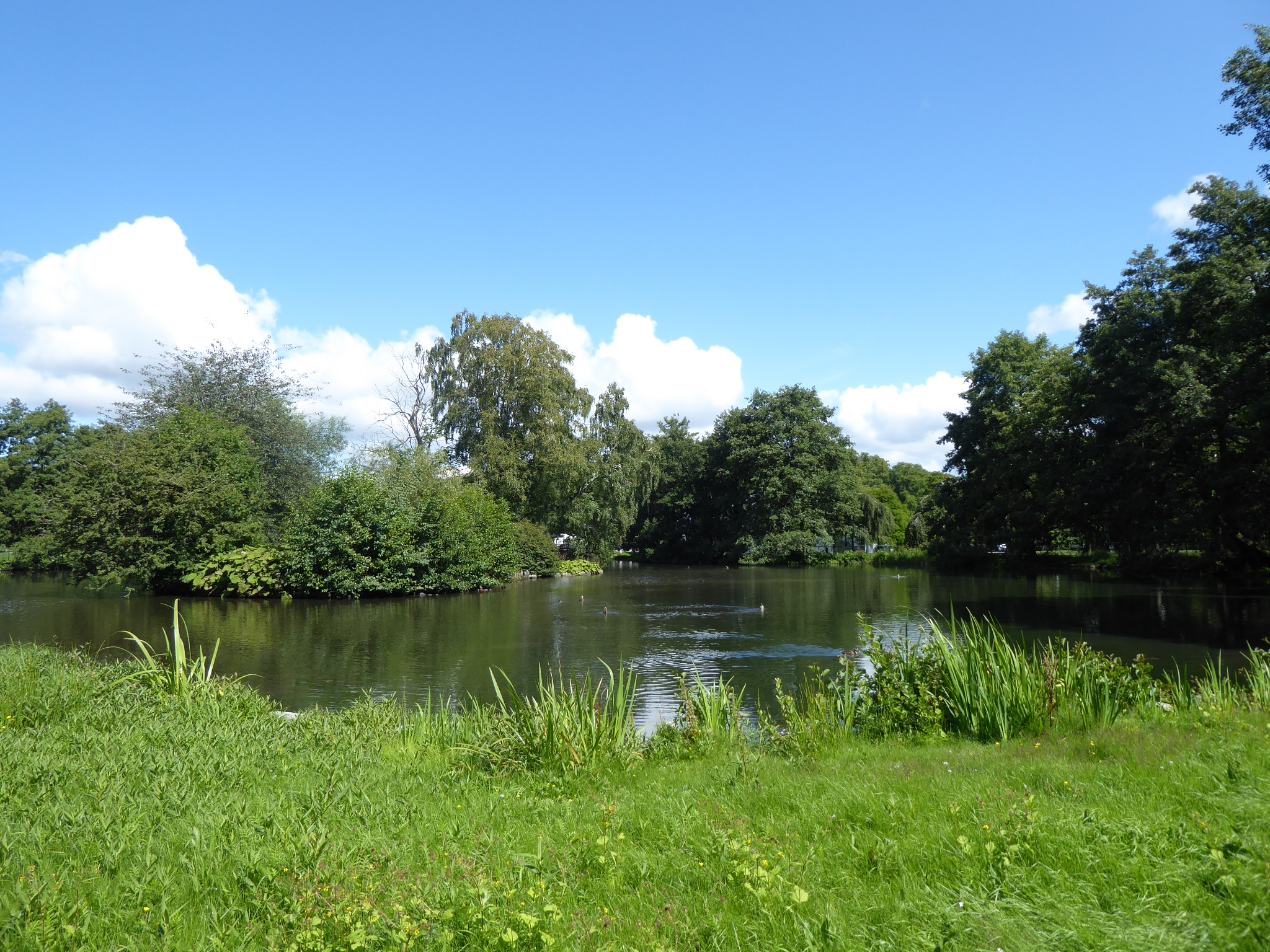
Stora dammen söderifrån den 28 juli 2023
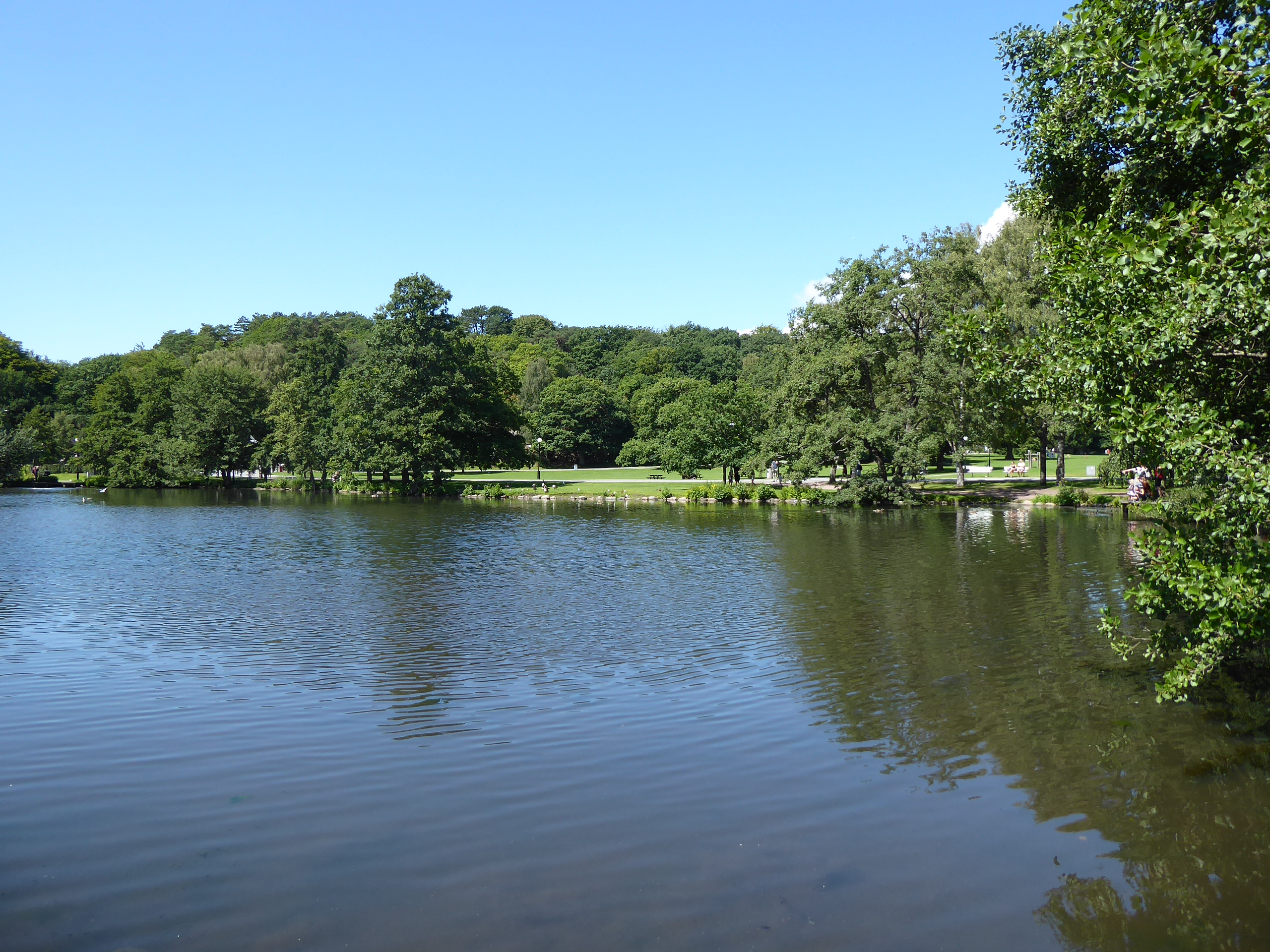
Stora dammen från nordöst den 28 juli 2023